# Amphiprion chrysopterus
Amphiprion chrysopterus és una espècie de peix de la família dels pomacèntrids i de l'ordre dels perciformes.

## Morfologia
- Els mascles poden assolir 17 cm de llargària total.[2]

## Alimentació
Menja principalment copèpodes planctònics, algues i tunicats pelàgics.

## Depredadors
A les Illes Marshall és depredat pels serrànids.

## Hàbitat
Viu en zones de clima tropical (15°N - 15°S), associat als esculls de corall, a 1-30 m de fondària i en simbiosi amb les anemones Entacmaea quadricolor, Heteractis aurora, Heteractis crispa, Heteractis magnifica, Stichodactyla haddoni i Stichodactyla mertensii.

## Distribució geogràfica
Es troba a l'oceà Pacífic: des de Queensland (Austràlia) i Nova Guinea fins a les Tuamotu i les Illes Marshall.